# Landgericht Weiler

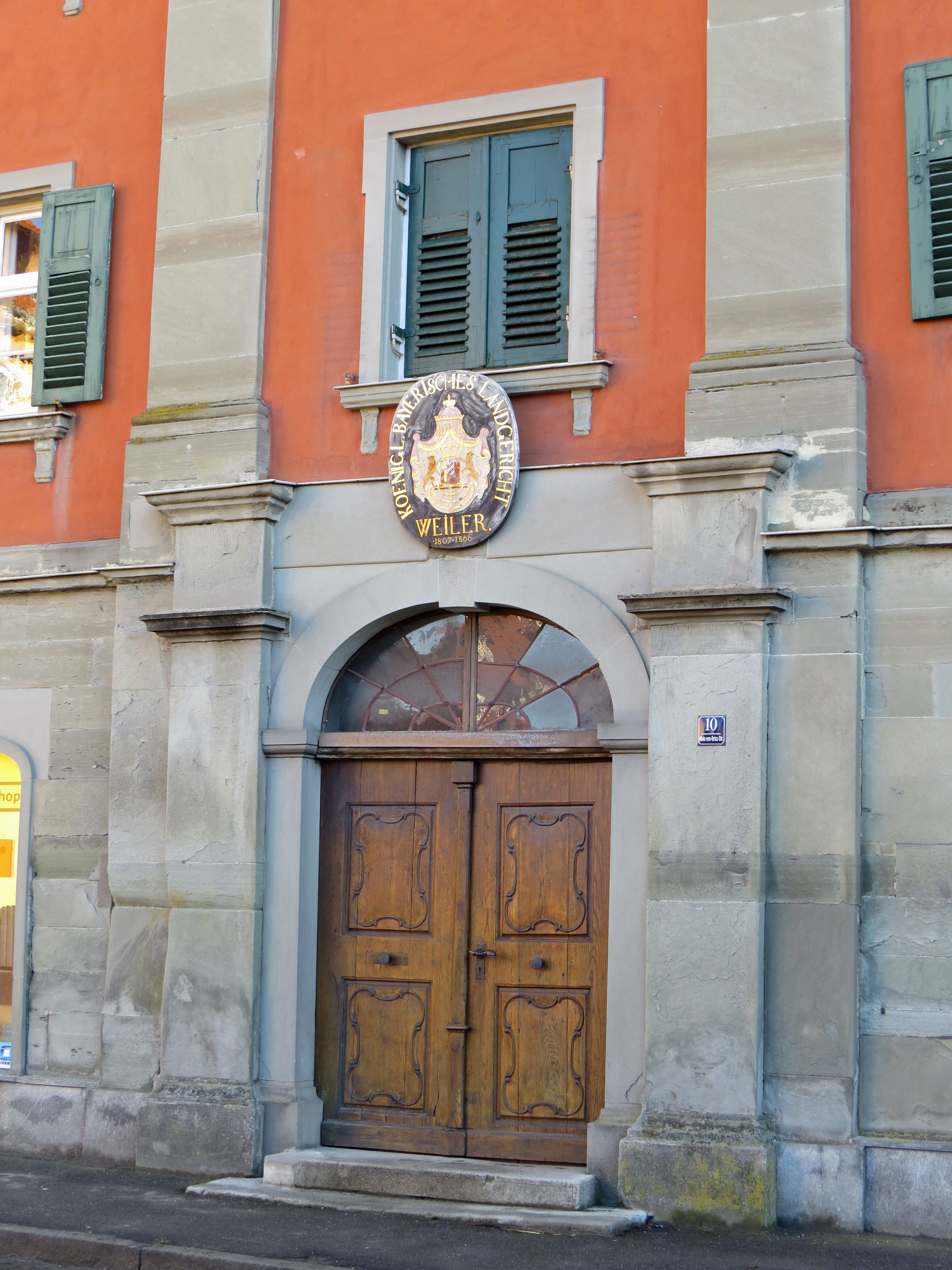
Ehemaliges Amtshaus Alois-von-Brinz-Straße 10, Sitz des Landgerichts

Das Landgericht Weiler war ein von 1806 bis 1879 bestehendes bayerisches Landgericht älterer Ordnung mit Sitz in Weiler im heutigen Landkreis Lindau in Bayern. Die Landgerichte waren im Königreich Bayern Gerichts- und Verwaltungsbehörden, die 1862 in administrativer Hinsicht von den Bezirksämtern und 1879 in juristischer Hinsicht von den Amtsgerichten abgelöst wurden.

## Geschichte
Als Teil Vorarlbergs wurde Weiler im März 1806 nach dem Frieden von Pressburg von Österreich an das Königreich Bayern abgetreten. 1808 wurde im Verlauf der Verwaltungsneugliederung Bayerns das Landgericht Weiler errichtet. Dieses kam zunächst zum Illerkreis und danach zum Oberdonaukreis. Auch nach der Rückgabe Vorarlbergs an Österreich im Zuge der Pariser Konvention verblieb das Gebiet bei Bayern. Das Landgericht wurde 1879 durch das Amtsgericht Weiler-Lindenberg abgelöst.